# Mormopterus minutus
Mormopterus minutus är en fladdermusart som först beskrevs av Miller 1899.  Mormopterus minutus ingår i släktet Mormopterus och familjen veckläppade fladdermöss. Inga underarter finns listade i Catalogue of Life.

## Utseende
Jämförd med andra släktmedlemmar från Nya världen är arten minst. Den har en 46 till 48 mm lång kropp (huvud och bål), en 32 till 44 mm lång svans och en vikt av 4 till 8 g. Underarmarna är 28 till 32 mm långa, bakfötternas längd är ungefär 5 mm och öronen är 8 till 11 mm stora. Typisk är en kort päls med gråbrun färg på ovansidan och lite ljusare färg på undersidan. Ansiktet ser naken ut men de finns fina hår. Mormopterus minutus har en ungefär trekantig nos, en stor övre läpp och nästan trekantiga öron som står nära varandra på hjässan. Hannar kännetecknas av en körtel i en påse på strupen. Flyghuden har en mörkbrun färg. Denna fladdermus har tandformeln I 1/2, C 1/1, P 1/2, M 3/3, alltså 28 tänder.

## Utbredning och ekologi
Arten förekommer i centrala Kuba. Den vistas där i mera torra tropiska skogar och i kulturlandskap. Ofta vilar arten i trädgrupper med palmen Copernicia gigas. Ibland används konstruktioner som skapades av människor som sovplats. En koloni kan ha 1000 eller fler medlemmar. De jagar främst insekter som steklar och ibland skalbaggar. Andra veckläppade fladdermöss som Molossus molossus har bättra förmåga att anpassa sig till människan. Per natt fångas byten som motsvarar i vikten 20 procent av fladdermusens vikt.
Som en liten fladdermus stannar arten vanligen nära gömstället men ibland flyger den 10 km. Lätet som används för ekolokaliseringen är ungefär 10 millisekunder lång och det har sin starkaste intensitet vid 46 kHz. Mormopterus minutus är främst aktiv 30 minuter efter solnedgången och 30 minuter före dagen. Dräktiga honor registrerades mellan april och juli. Ungar som föds i maj får i juli flygförmåga.

## Hot
Beståndet hotas av landskapsförändringar och av störningar vid viloplatsen. Hela utbredningsområdet är uppskattningsvis 60 000 km² stort och storleken av alla revir tillsammans uppskattas vara 2 000 km². IUCN kategoriserar arten globalt som sårbar.